# Christian Schmutz

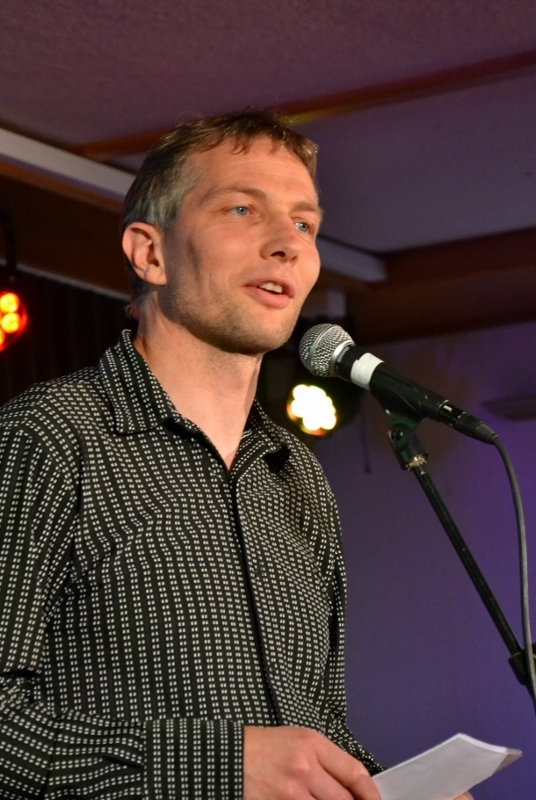
Christian Schmutz (2014).

Christian Schmutz (* 19. Februar 1970 in Tafers) ist ein Schweizer Journalist, Schriftsteller und Dialektologe.

## Leben
Schmutz wuchs im freiburgischen Sensebezirk auf. Sein Studium der Germanistik und der Kommunikationswissenschaft an der kantonalen Universität schloss er 1995 mit dem Lizentiat ab. Heute wohnt er in der Stadt Freiburg.
Beruflich ist Schmutz seit 2000 als Teilzeitredaktor bei den Freiburger Nachrichten und seit 2006 als Teilzeit-Mundartredaktor bei Radio SRF tätig.

## Schaffen
Beruflich wie ausserberuflich ist Schmutz’ Schaffen in besonderem Masse seiner deutschfreiburgischen Heimat gewidmet. Ausser seiner journalistischen Tätigkeit schreibt er zu lokalhistorischen und ortsdialektalen Themen und verfasst Slam-Poetry in seinem Heimatdialekt. Einer seiner Romane sowie zwei seiner Spoken-Word-Texte sind auf Tonträger herausgekommen.
Darüber hinaus ist der Initiator des Gastro- und Kulturprojekts Wier Seisler, das 2011 den Taferser Gasthof St. Martin übernommen hat. Seit 2012 ist er der Präsident von dessen Kulturbereich. Er ist Generalsekretär der Vernetzungsplattform seisler.swiss sowie des Theaters Hintercher, das seinen Spielort in Friseneit bei Schmitten hat.

### Dialektologie
Schmutz erarbeitete gemäss einem von Walter Haas vorgelegten Konzept das über 700 Seiten starke Senslerdeutsches Wörterbuch, das 2000 zum ersten Mal erschien und seither zwei Neuauflagen erlebt hat. Dieses Wörterbuch ist das wissenschaftlich fundierteste aller schweizerdeutscher Regionalwörterbücher und bildet neben der 1927 publizierten Dissertation von Walter Henzen und dem achtbändigen Sprachatlas der deutschen Schweiz die Grundlage für die Erforschung des höchstalemannischen Senslerdeutsch.
Seit 2010 schreibt Schmutz überdies für das Sensler Museum in Tafers populäre Wortgeschichten, die auf der Homepage des Museums als Wort des Monats publiziert werden. Von 2012 bis 2015 bloggte er auch in den Freiburger Nachrichten über sprachliche Themen, und für die Promotingseite fribourg.ch schuf er einen humorvollen Seislertütsch-Crashkurs. 2019 erschien sein Buch Gang ga ggùgge. Senslerdeutsch endlich verstehen.

### Slam-Poetry
Aktiv ist Schmutz schliesslich in der Slam-Poetry-Szene. Sich selbst bezeichnet er Slämsler (zusammengezogen aus Släm und Seisler), da seine Texte auf Senslerdeutsch (Seislertütsch) verfasst sind. Seit 2009 schreibt und präsentiert er jährlich ein bis zwei solche Spoken-Word-Projekte. Abendfüllend war Senslerdeutsch soundet richtig (2010), und eine besondere Stossrichtung hatten dann wieder Sprachspielereien am Röstigraben (2014) und Mundart für Welsche (2015).

## Publikationen (Auswahl)
- (zusammen mit Walter Haas:) Senslerdeutsches Wörterbuch. Mundartwörterbuch des Sensebezirks im Kanton Freiburg mit Einschluss der Stadt Freiburg und der Pfarrei Gurmels. Paulus, Freiburg (Schweiz) 2000, 2. Auflage 2004, 3. Auflage 2013.
- Als die Nachtvögel kreisten. Paulus, Freiburg 2007 (und weitere zwei Auflagen); als Hörbuch 2009.
- (zusammen mit Mark Kessler): D Hintercher-Banda. Erstaufführung 2009.
- Bachab. Falli Hölli verschwindet. Paulus, Freiburg 2012.
- (zusammen mit Daniel Fasel:) Spiegelbilder. Lebensgeschichten aus Freiburg. Paulus, Freiburg 2014.
- D Seisler hiis böös. Erzählung mit Hör-CD. Zytglogge, Basel 2017.
- Gang ga ggùgge. Senslerdeutsch endlich verstehen. Zytglogge, Basel 2019.
- Das chùnt scho guet. Sensler Sagen-Krimi. Zytglogge, Basel 2021.

Spoken-Word-Projekte
- Mundart. Aus 5 Jahren gägäWärt (2009, auch auf Tonträger)
- Senslerdeutsch soundet richtig (2010)
- Aber hütt. Eine Hommage an Ernst Eggimann (2012, auch auf Tonträger)
- Sprachspielereien am Röstigraben (2014)
- Mundart für Welsche (2015)
- Lolologopädisches Sprachverständnis (2017)